# 夏空のペルセウス
『夏空のペルセウス』（なつぞらのペルセウス）は、2012年12月21日にminoriから発売された18禁恋愛アドベンチャーゲームである。サブタイトルは「The brave under the summer sky.」。略称は「夏ペル」。
本作は他人の“痛み”を自分に移す能力を持つ主人公が、田舎の学園生活で様々な“痛み”を抱えるヒロイン達と出会い、共に過ごしていく物語である。

## リリース
本作品は「シンプル版」と「豪華特装版」の2種類のパッケージが発売された。シンプル版はゲームDVD-ROMのみ封入、豪華特装版はゲームDVD-ROMに加えて以下の特典が同梱されている。
ヴォーカルトラック集『Summer Sky』（オーディオCD）
主題歌（5曲）のフルバージョンを収録。
インストゥルメンタルトラック集『Sunflower』（データDVD-ROM）
主題歌（5曲）のインストゥルメンタル+BGM（47曲）を、48KHz/16bitの高音質WAVファイル・APEv2形式タグ付きAACファイルの2種類のフォーマットで収録。
冊子『○○のペルセウス』
御影獏による描き下ろしコミック、原画スタッフによる描き下ろしイラスト、主題歌（5曲）の歌詞を収録。

## ストーリー
（出典：）
他人の“痛み”を自分に移す特殊能力を持つ遠野森羅は、その力を周囲に利用されることに疲れ、同じ能力を持つ妹・恋と共に、山に囲まれた田舎の天領村へと引っ越す。しかし転入した学園で様々な“痛み”を持つヒロイン達と出会い、改めて自分の能力や、人と触れあって愛することの意味を考えていく。
舞台のロケ地は、長野県の安曇野市と小川村と信州新町、北海道の宗谷岬が使用されている。

## 登場人物
（出典：）

### 主人公
遠野 森羅（とおの しんら）
本作の主人公。四水学園2年。警戒心が強いが、内面はお人好しでお節介。幼少の頃に両親を亡くし、妹の恋と2人で親戚に預けられて育った。物語冒頭で恋と共に天領村へ引っ越し、夏休み前の四水学園へ編入する。村の中心部から離れた神社の社務所で恋と2人暮らし。
他人に触れると、その人の“痛み”（身体的な痛み・心の痛みなど）を自分に移す特殊能力を持つ。かつて親戚の元でその力をさんざん利用され、親戚から離れた後も都会では他人との接触が避けられなかったため、人の少ない天領村へ引っ越して来た。人間の“痛み”や醜い面を数多く見て苦しんできたが、自分の能力にも何か意味があるのではないか、と考えている。

### 天領村立四水学園生（ヒロイン）
天領村は日本アルプスを遠くに望む人口600人ほどの農村で、林業が基幹産業となっている。四水学園は村の中心部から山道を15分ほど登った所に建つ。古い木造校舎で教室は1つしかなく、森羅とヒロイン達の合計5人しか在籍していない。技術や体育など一部の授業では教師が来るが、大抵は出された課題を学園生だけで自習しており、わからない時は上の学年が下の学年を教えている。
遠野 恋（とおの れん）
声：楠原ゆい
学園1年で森羅の妹。“痛み”を移す能力を兄よりも強く持ち、それを利用されては逃げ回る生活をしてきたため、人間不信でひねくれた性格になってしまっている。森羅にはベッタリ甘えてワガママで小悪魔な言動が多いが、兄が力を使って傷ついてしまうことを心配している。人混みが嫌いで自然物（特に草花）が好き。お菓子類には食い意地を張るがメインの食事はいい加減で、そのせいか体力が無く、毎朝学園への坂道を登るのに四苦八苦している。
皆川 翠（みなかわ すい）
声：立花あおい
学園2年。明るく人懐っこくておしゃべり。森羅と恋の遠縁の親戚で、2人に気を配っていろいろ世話している。7人兄弟の末っ子であり、久々に会った同年代の男子の森羅に興味津々。学園の「水泳部」の活動として以前はよく沢で泳いでいたが、物語開始前の春先に山道から落ちる事故で脚を痛めてしまい、今は泳げないでいる。父親は村の相談役で、森羅と恋の住処に神社の社務所を手配した。
菱田 あやめ（ひしだ あやめ）
声：桜井美鈴
学園3年。お嬢様育ちで、おっとりのんびりした天然な性格。学園で1人だけの最上級生なので、ホームルームなどを取りまとめ、透香と共に他のメンバーの勉強を見ている。よく図書室で本を読んでいて一見文学少女風だが、実は途中で居眠りばかりで、運動神経は翠より良い。物語の半年前に両親を交通事故で亡くしており、それが心の傷になっている。
沢渡 透香（さわたり とうか）
声：市川ひなこ
学園2年。村一番の美人と言われ、外見は儚げだが天真爛漫で物言いはストレート。天体観測が趣味で、1人だけの「天文部」として、学園の上の丘に建つ望楼でよく星を眺めている。不治の病を抱え、医者から「この夏は越せない」と告げられており、周囲もそれを知っている。人生最期の思い出作りとして学園へ通い、後悔しないように思ったことはすぐ口に出し、即実行している。

## 制作
ディレクターの酒井伸和にとっては、2004年発売の『はるのあしおと』以来8年ぶりの監督作品となった。本作品のテーマは「愛と犠牲」で、主人公の特殊能力も「犠牲」をわかりやすく描くためのギミックという。また、愛することを描くためには18禁要素は外せないという判断から、ブランドとしては『ef - a fairy tale of the two.』以来、久しぶりの18禁タイトルとなった。舞台の天領村（てんりょうむら）は、長野県北部をイメージしている。
原画は庄名泉石・柚子奈ひよ・高崎まこの女性3人が務めた。酒井によれば、ブランド前作の『すぴぱら - Alice the magical conductor.』の製作後に「次は庄名をメイン原画で」と決めていたという。当初はメインの庄名に柚子奈を加えた2人体制だったが、後にグラフィックチーフの姿月景からの推薦で元グラフィッカーの高崎が加わった。

### キャスティング
恋役の声優はデビュー3年目となる楠原ゆいがスタジオオーディションで起用された。楠原にとって恋が初めてのメインヒロイン役であり、美少女ゲームのヒロインは皆こうなんだと思っていたと2024年の「BugBug」とのインタビューの中で振り返っている。多くの作品は主人公がほかの攻略対象に乗り越えたところで手を引くのに対し、minoriのメインヒロインは手を引くどころか嫉妬をぶつけてくることが多いと楠原は「BugBug」とのインタビューの中で語っており、そのような情念を描くところが好きだとも述べている。

## 製作スタッフ
（出典：）
- 監督：酒井伸和
- 原画・キャラクターデザイン：庄名泉石（恋、透香）、柚子奈ひよ（あやめ）、高崎まこ（翠）
- シナリオ：御影（恋・翠ルート、あやめ・透香ルート原作）、鏡遊、竹田
- グラフィックチーフ：姿月景
- 音楽：天門、柳英一朗

## 主題歌
オープニングテーマ「The Brave Under The Summer Sky.」
作詞：酒井伸和 / 作・編曲：天門 / 歌：原田ひとみ
遠野恋エンディングテーマ「ずっと すき」
作詞：海野みすず / 作曲：天門 / 編曲：柳英一朗 / 歌：nerine
皆川翠エンディングテーマ「同じ空の下」
作詞：柳英一郎 / 作・編曲：柳英一朗 / 歌：nerine
菱田あやめエンディングテーマ「ねむり姫が目覚めた時に」
作詞：海野みすず / 作曲：天門 / 編曲：柳英一朗 / 歌：nerine
沢渡透香エンディングテーマ「星を掴んで」
作詞：酒井伸和 / 作曲：天門 / 編曲：柳英一朗 / 歌：nerine
- 収録CD：夏空のペルセウス 豪華特装版 特典CD ヴォーカルトラック集「Summer Sky」

## 反響
本作には好意的な評価が寄せられた一方、プレイ時間が短いという評価も寄せられ、このことについてディレクターの酒井伸和は「テキスト容量は『ef - the latter tale.』とほぼ同じ1.1メガバイトで、そこまで短い作品ではない」とコメントしている。
また、「BugBug」によると、恋役の楠原は本作がきっかけでオファーが増えたという。

## 関連コンテンツ
ショートストーリー『冬空のペルセウス -The craven under the winter sky.-』
2012年9月〜10月に作品公式サイトにて週刊で連載された（全5話）。主人公の遠野森羅が、東京に住んでいた4年前の出来事を回想するストーリー。
『夏空のペルセウス ビジュアルファンブック』
2013年5月30日発売。発行：ワニマガジン社 / ISBN 978-4862692528

## Webラジオ『ペルらじ』
2012年11月〜2013年1月にニコニコ動画にて週刊で配信された（全12回）。メインパーソナリティは楠原ゆい（遠野恋役）で、立花あおい（皆川翠役）・桜井美鈴（菱田あやめ役）・市川ひなこ（沢渡透香役）が毎回1人ずつゲストで出演。第7回・第8回は作品発売前後の特別回として4人全員が出演した。